# Remacle
Remacle (altres noms: Remaculus, Remaclus, Rimaglius, Remaclus de Maastricht), nascut a Aquitània aproximadament a 600 – mort a Stavelot al 673, era un monjo colombanian, fundador de les abadies de Malmedy i de Stavelot i bisbe de Maastricht.

## Biografia
Va ser un deixeble de Sulpici el Pietós, bisbe de Bourges i va esdevenir monjo a l'abadia de Luxeuil. Juntament amb sant Eloi de Noyon va fundar l'abadia de Solignac prop de Llemotges de la qual va esdevenir el primer abat al 632. Vers 644 se'n va anar, encarregat pel rei Sigebert III d'Austràsia a les Ardenes per a crear un monestir a la riba del Semois a Cugnon. Entre 648-649, Sigebert III i el seu majordom de palau Grimoald I van encarregar Remacle de desenvolupar l'establiment de Stavelot-Malmedy. Primer va fundar Malmedy, que depenia del bisbat de Colònia a la vora del Warche, però després va preferir el lloc de Stavelot: estava més protegit de les inundacions del Warche, i a més tenia mines d'or i terrenys ben orientats per a l'agricultura.
Probablement el bisbe Amand de Maastricht va atorgar-li la dignitat episcopal quan el seu títol canvià de venerandus abbas a episcopus abbas (bisbe-abat), amb el dret de consagrar altars i ordenar sacerdots. És una política habitual dels Pipínides per a enfortir la independència dels monestirs envers els bisbes seculars. De 652 a 662 va ser bisbe de la diòcesi de Maastricht.
Dos dels seus deixebles més coneguts són Trudo que va fundar l'abadia a l'entorn de la qual la ciutat de Sint-Truiden va desenvolupar-se i Hadelí de Visé, venerat a Visé.
L'església catòlica va declarar-lo sant el 1042, el seu dies natalis és el 3 de setembre.

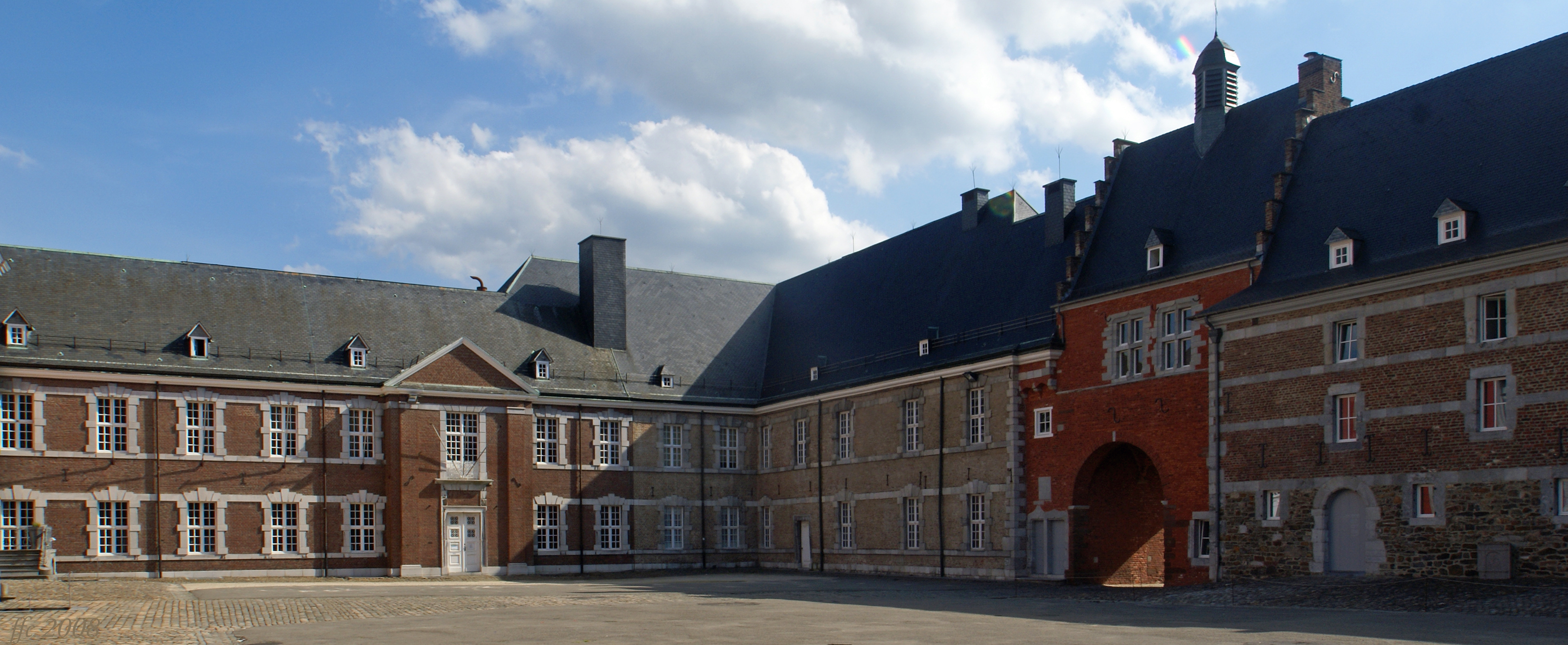
Abadia de Stavelot
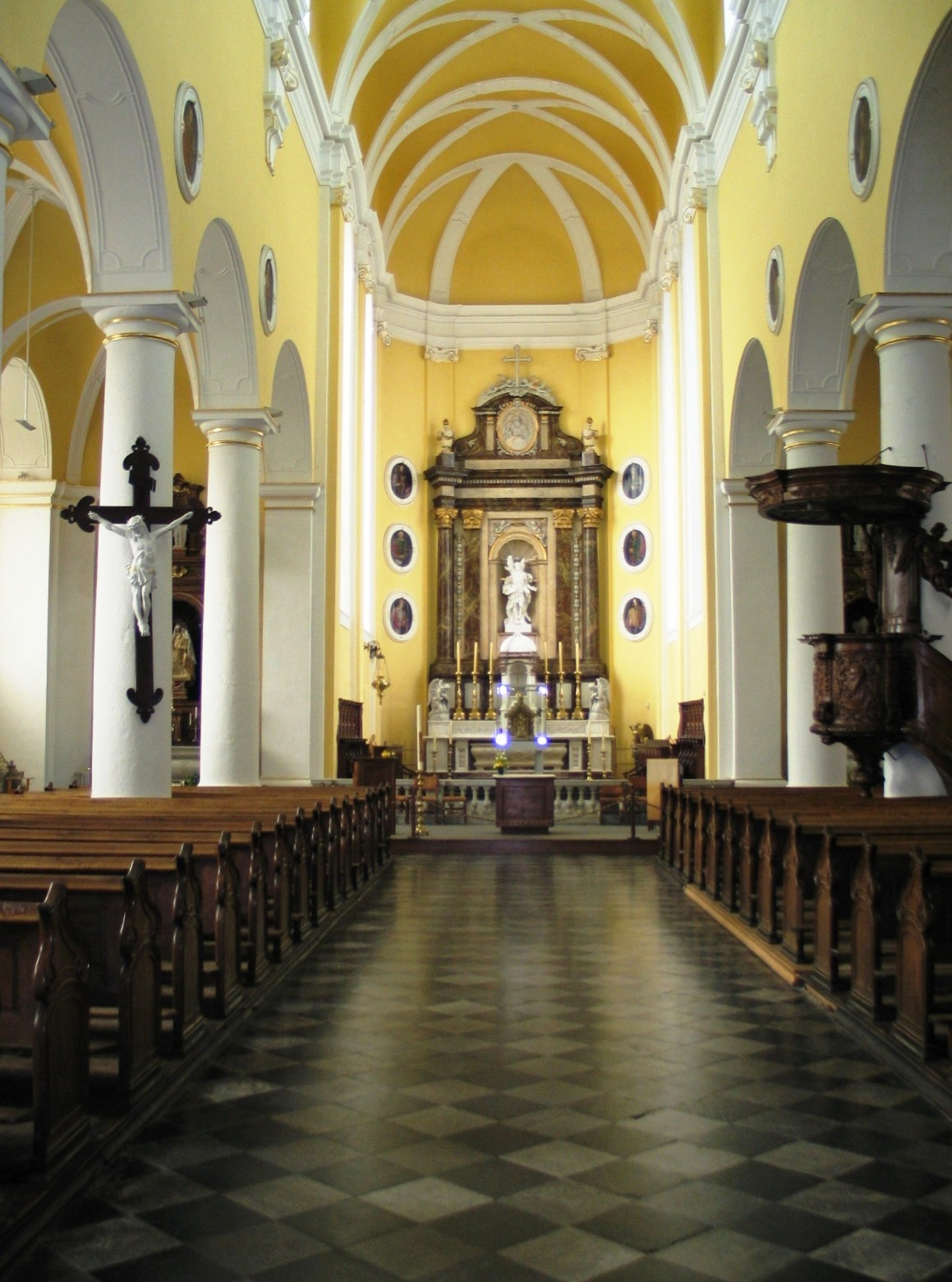
Interior de l'església de Sant Sebastià, amb el reliquiari de Remacle a Stavelot
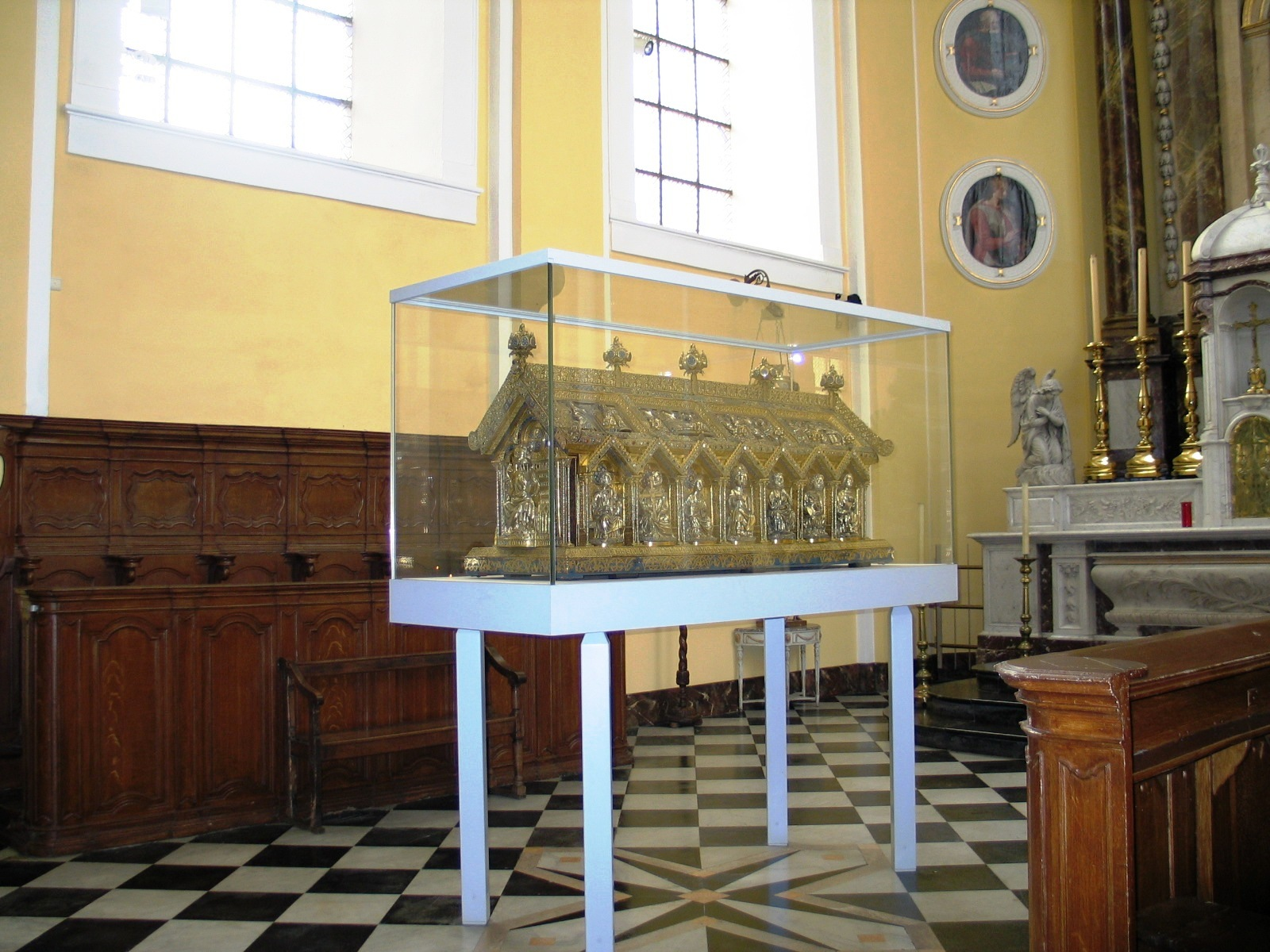
Reliquiari a l'església Sant Sebastià a Stavelot